# Lijst van wapens van Spaanse deelgebieden
Deze lijst van wapens van autonome gemeenschappen van Spanje toont de wapens van de 17 autonome gemeenschappen van Spanje. Naast de 17 autonome gemeenschappen kent Spanje ook twee autonome steden: Ceuta en Melilla, die ook in deze lijst zijn opgenomen.

## Autonome gemeenschappen

Embleem van Andalusië (1982-)
Wapen van Aragon(1499-) (Wettelijke vastgelegd, 1984-)
Wapen van Asturië (1984-)
Wapen van Balearen (14e eeuw-) (Wettelijke vastgelegd, 1984-)
Wapen van de autonome gemeenschap Baskenland (1978-)
Wapen van Canarische Eilanden (1982-)
Wapen van Cantabrië (1985-)
Wapen van Castilië-La Mancha (1983-)
Wapen van Castilië en León (1230-) (Wettelijke vastgelegd, 1983- )
Wapen van Catalonië (12e eeuw-)
Wapen van Extremadura (1985-)
Wapen van Galicië (15e eeuw-) (Wettelijke vastgelegd, 1984-)
Wapen van La Rioja (1957-) (Wettelijke vastgelegd, 1982-)
Wapen van Madrid (1983-)
Wapen van Murcia (1982-)
Wapen van Navarra (1212-) (Wettelijke vastgelegd, 1982-)
Wapen van de autonome gemeenschap Valencia (14e eeuw-) (Wettelijke vastgelegd, 1984-)

## Autonome steden

Wapen van Ceuta (15e eeuw-)
Wapen van Melilla (1913-)